# Фелисиу, Фабиу
Фа́биу Алеша́ндре Дуа́рте Фели́сиу (порт. Fábio Alexandre Duarte Felício; 2 мая 1982, Фару, Португалия) — португальский футболист, полузащитник клуба.

## Футбольная карьера
На профессиональном уровне Фабио дебютировал в своем родном городе в клубе «Фаренсе», когда ему ещё не исполнилось и 20 лет. Затем он продолжал играть за соседний клуб «Ольяненсе», и в более низких лигах.
После единственного сезона, который он провёл в клубе «Академика» из города Коимбра, Фабиу закрепился в составе клуба «Униан Лейрия» и помог ему дважды квалифицироваться в Кубок Интертото. Его игра привлекла внимание испанского клуба «Реал Сосьедад», но он не смог прижиться в новом клубе и был выставлен на продажу в следующем трансфертном окне.
В начале сезона 2007 года Фелисио подписал контракт с клубом российской Премьер-лиги «Рубин» из города Казани. Первую игру за «Рубин» он сыграл 4 марта против «Ростова» в Кубке России. Эта игра закончилась победой «Рубина» со счётом 3:1. Несмотря на это он потерял место в основном составе, за 5 туров всего два раза выходил на поле, и, в конце концов, был отдан в аренду, сначала в португальский клуб «Маритиму», а затем в греческий клуб «Астерас Триполис» из Триполи.

Главный тренер «Рубина» Курбан Бердыев так сказал об игре Фабио: 

«Бывает, футболист от Бога, на поле все умеет, а начинаются игры, и куда все девается… Португалец Фабио Фелисио — ярчайший тому пример. С мячом творил чудеса. Но ещё в начале сезона в кубковом матче с „Ростовом“ я увидел, что, когда под него пару раз подкатился Осинов, Фелисио стал убирать ноги. Не бойцом — трусом оказался. А ведь мы рассчитывали на него.»

В декабре 2009 года Фабио подписал контракт с португальским клубом «Витория».